# Gatōken Shunshi
Gatōken Shunshi (画登軒 春芝) est un peintre et dessinateur d'estampes ukiyo-e à Osaka actif entre 1820 et 1828. Il est l'élève de Shunkōsai Hokushū et le maître de Gakōken Shunshi. Gatōken Shunshi est surtout connu pour ses portraits d'acteurs de théâtre kabuki, en particulier la vedette Onoe Tamizō II.

## Autres artistes nommés Shunshi
Il existe trois autres artistes ukiyo-e moins bien connus, également appelés « Shunshi », bien que leurs noms soient écrits avec des kanji différents :
- Seiyōsai Shunshi (春子?), aussi connu sous le nom Shun’yōsai, actif de 1826 à 1826. Peut-être un nom ancien de Hokumyō[2].
- Gakōken Shunshi (春枝?), un élève de Gatōken Shunshi, actif au milieu des années 1820
- 春始, un autre élève de Gatōken Shunshi, actif dans les années 1830